# Parectecephala conspicua
Parectecephala conspicua är en tvåvingeart som beskrevs av Becker 1913. Parectecephala conspicua ingår i släktet Parectecephala och familjen fritflugor. Inga underarter finns listade i Catalogue of Life.